# Fibroína
La fibroína es un tipo de proteína con carácter fibroso producida por algunos artrópodos, como el gusano de seda (un insecto) o las arañas (un orden de arácnidos) durante la segregación del hilo.
El hilo se compone de dos proteínas principales: la sericina y la fibroína. La fibroína es el centro estructural de la seda; y la sericina, el material pegajoso que la rodean

## Estructura primaria

Estructura primaria de la fibroína.

La proteína fibroína consta de capas de láminas beta antiparalelas. Su estructura primaria se compone principalmente de la secuencia de ácido amino recurrente (Gly-Ser-Gly-Ala-Gly-Ala). La proporción grande de glicina y alanina hacen posible el embalaje hermético de las hojas, lo que contribuye a la estructura rígida de seda, que no se puede estirar (resistencia a la tracción). La combinación de rigidez y resistencia hacen que el material sea aplicable en varias áreas, incluyendo la biomedicina y la fabricación textil.
La fibroína se dispone en tres estructuras, llamadas seda I, II y III. 
- La seda I es la forma natural de la fibroína, tal como es emitida desde las glándulas de seda de Bombyx mori.

- La seda II es la disposición de las moléculas fibroína de seda hilada.-

- Seda de araña

- Datos: Q2345087